# 1 złoty wzór 1957
1 złoty wzór 1957 – moneta jednozłotowa, wprowadzona do obiegu 27 czerwca 1957 r. zarządzeniem z 11 czerwca 1957 r. (M.P. z 1957 r. nr 51, poz. 324), zmieniającym nazwę państwa umieszczaną na monecie na Polska Rzeczpospolita Ludowa oraz wprowadzającym zasadę oznaczania roku bicia. Została wycofana z obiegu z dniem denominacji z 1 stycznia 1995 roku, rozporządzeniem prezesa Narodowego Banku Polskiego z dnia 18 listopada 1994 (M.P. z 1994 r. nr 61, poz. 541).
Złotówkę wzór 1957 bito do 1985 roku.

## Awers
W centralnym punkcie umieszczono godło – orła bez korony, poniżej rok bicia, dookoła napis „POLSKA RZECZPOSPOLITA LUDOWA”, a od 1965 roku, na monetach bitych w Warszawie, pod łapą orła dodano znak mennicy.

## Rewers
Na tej stronie monety znajdują się cyfrę „1", poniżej napis „ZŁ” dookoła gałązka laurowa przepasana pośrodku wstążką.

## Nakład
Monetę bito w alupolonie na krążku o średnicy 25 mm, masie 2,12 grama, z rantem ząbkowanym, w Warszawie i Kremnicy. Projektantami byli:
- Andrej Peter (awers) oraz
- Josef Koreň i Anton Hám (rewers).

Nakłady monety w poszczególnych latach przedstawiały się następująco:
| Lp. | Rocznik | Mennica  | Znak mennicy | Nakład (sztuk) | Uwagi |
| --- | ------- | -------- | ------------ | -------------- | --- |
| 1   | 1957    | Warszawa | brak         | 58 631 470     | |
| 2   | 1965    | Warszawa | MW           | 15 015 000     | |
| 3   | 1966    | Warszawa | MW           | 18 185 000     | |
| 4   | 1967    | Warszawa | MW           | 1 002 000      | |
| 5   | 1968    | Warszawa | MW           | 1 176 000      | |
| 6   | 1969    | Warszawa | MW           | 3 024 000      | |
| 7   | 1970    | Warszawa | MW           | 6 016 000      | |
| 8   | 1971    | Warszawa | MW           | 6 000 000      | |
| 9   | 1972    | Warszawa | MW           | 7 000 000      | |
| 10  | 1973    | Warszawa | MW           | 15 000 000     | |
| 11  | 1974    | Warszawa | MW           | 42 000 000     | |
| 12  | 1975    | Warszawa | MW           | 33 000 000     | |
| 13  | 1975    | Kremnica | brak         | 22 106 000     | |
| 14  | 1976    | Kremnica | brak         | 22 000 000     | |
| 15  | 1977    | Warszawa | MW           | 65 000 000     | |
| 16  | 1978    | Warszawa | MW           | 80 000 000     | |
| 17  | 1978    | Kremnica | brak         | 16 400 000     | |
| 18  | 1980    | Warszawa | MW           | 100 002 000    | istnieją monety wybite stemplem lustrzanym1 (nakład 5000 sztuk) |
| 19  | 1981    | Warszawa | MW           | 4 082 000      | istnieją monety wybite stemplem lustrzanym (nakład 5000 sztuk) |
| 20  | 1982    | Warszawa | MW           | 59 643 000     | istnieją monety wybite stemplem lustrzanym (nakład 5000 sztuk), istnieją odmiany z cienkimi albo grubymi cyframi roku na awersie, istnieją odmiany z listkami wieńca laurowego złączonymi albo rozdzielonymi na rewersie |
| 21  | 1983    | Warszawa | MW           | 40 636 076     | |
| 22  | 1984    | Warszawa | MW           | 61 036 000     | |
| 23  | 1985    | Warszawa | MW           | 167 939 100    | |

gdzie: 1 – bicia roczników stemplem lustrzanym wykonano w Mennicy Państwowej na początku lat 90. XX w. w ramach emisji zestawów rocznikowych monet PRL z lat 1979, 1980, 1981, 1982, 1986, 1987, 1988, 1989, 1990

## Opis
Razem z dwudziestogroszówką i pięćdziesięciogroszówką były pierwszymi monetami z nazwą państwa Polska Rzeczpospolita Ludowa.
Rewers monety jest identyczny z rewersem złotówki z 1949 roku. To samo dotyczy średnicy obu monet. Masa jest identyczna z masą odmiany złotówki z 1949 w alupolonie.
W drugiem połowie lat osiemdziesiątych XX w., ze względu na ujednolicenie wzoru awersu monet obiegowych, została zastąpiona złotówką wzór 1986.
Od 27 czerwca 1957 roku aż do dnia denominacji z 1 stycznia 1995 roku, w obiegu krążyły obok siebie złotówki z nazwą państwa:
- Rzeczpospolita Polska (1949) oraz
- Polska Rzeczpospolita Ludowa (1957–1990).

Mimo bardzo dużego nakładu, złotówki z 1957 roku w stanie zachowania I są bardzo rzadkie na rynku numizmatycznym i osiągają wysokie ceny. Można spotkać liczne, nieznanego pochodzenia, współczesne egzemplarze wybijane stemplami skopiowanymi z oryginalnych monet z 1957 r.
Ze względu na niski nakład, monety z roczników 1967 i 1968, nawet w stanie zachowania III, rzadko pojawiają się w obrocie kolekcjonerskim.

## Wersje próbne
Istnieją wersje tej monety należące do serii próbnych w mosiądzu (rok 1957) i niklu (rok 1957), pierwsza z wklęsłym druga wypukłym napisem „PRÓBA”, wybite w nakładzie 100 i 500 sztuk odpowiednio. Katalogi informują również o istnieniu wersji próbnych technologicznych w nowym srebrze i miedzioniklu z roku 1957 o nieznanych nakładach.
W serii monet próbnych w niklu wybito z datą 1958 cztery alternatywne projekty złotówki, które nie weszły jednak do obiegu.